# AMD Athlon

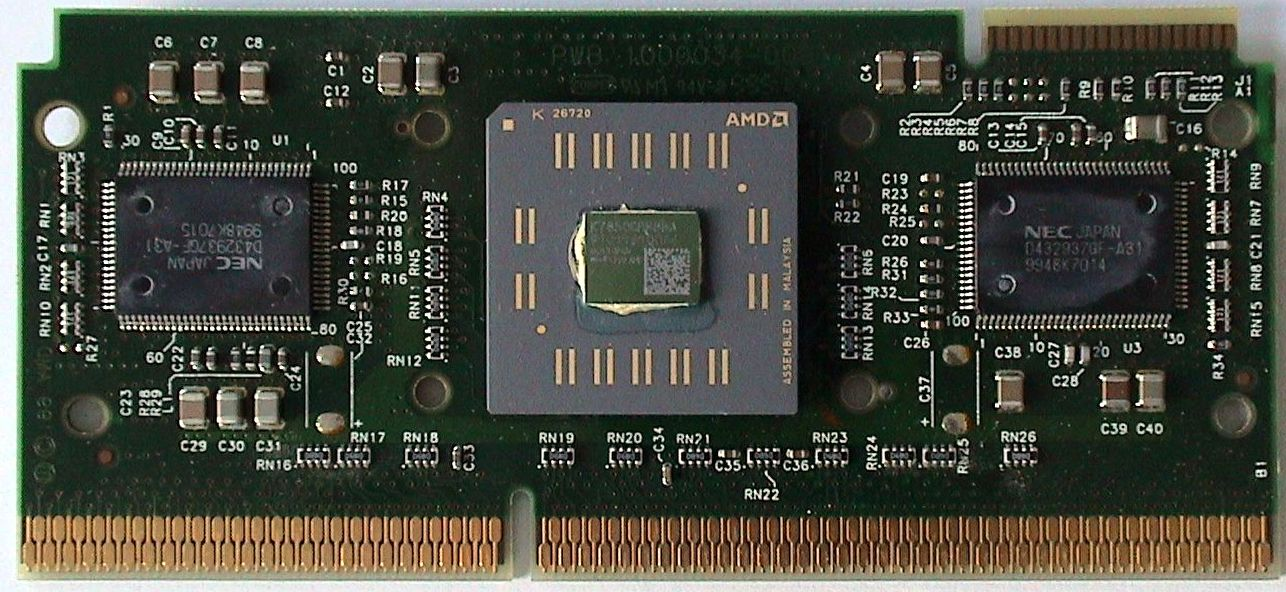
Athlon do Slotu A

Athlon je obchodní značka série rozdílných x86 procesorů navržených a vyrobených americkou společností AMD. Původní Athlon, neboli Athlon Classic, byl první ze 7. generace x86 procesorů (786) a první si udržel na významnou dobu náskok před konkurenčními procesory od Intelu. AMD pokračuje v této řadě s Athlonem 64, procesorem 8. generace obsahujícím technologii AMD64.
Výkonnost Athlonu byla doplněna zachováním nižší ceny proti procesorům firmy Intel.

## Zlepšení architektury
Athlon je stejně jako AMD K5 a pozdější RISCovým procesorem dekódujícím instrukce x86 do vlastní instrukční sady. Od předchozího AMD K6-III AMD zobecnilo dekódování instrukcí a prodloužilo pipeline, čímž umožnilo dosažení vyšších rychlostí. Na sběrnici byla použita technologie DDR z procesoru DEC Alpha EV6, takže se 100 MHz FSB dosahovalo AMD rychlostí odpovídajícím 200 MHz sběrnici Intel Pentium III. S Athlonem skončila dlouhá nevýhoda AMD v operacích s desetinnými čísly x87: nová jednotka FPU byla trojitá a využívala provádění instrukcí mimo pořadí a dlouhou pipeline.
Rozšířeny byly i SIMD instrukce – 3DNow! dostala nové instrukce a přibyla část SSE.

## Procesory řady Athlon
Na stejné frekvenci jako Pentium III dokázal být Athlon rychlejší. Přišel na trh na podzim roku 1999 a vyráběl se v provedení do slotu A pouhých 9 měsíců. CPU jádro prvního modelu neslo označení K7. Při výrobě byla použita 0,25 mikronová technologie CMOS. Od 700 MHz se vyráběly CPU s označením K75, které již byly vyráběny technologií 0,18 mikronu. Hlavní výhodou bylo snížení tepelného výkonu. AMD Athlon řady K75 drží rekord, byl 1. x86 CPU na zeměkouli, který dosáhl maximální frekvence 1 GHz, byl prvním komerčně dostupným x86 procesorem na této rekordní 1GHz frekvenci (Intel měl v té době 933 MHz PIII (slot1) + PIII Xeon (slot2)). Stinnou stránkou byl vysoký příkon a tepelné vyzařování, což v praxi znamenalo, že oproti konkurenci se srovnatelnou frekvencí (Pentium III a Celeron) K75 vyžadoval 250W zdroj (Pentiu III stačil 200W).
Staré CPU bylo nahrazeno novým. CPU Thunderbird. Díky úpravám dosahoval Athlon Thunderbird vyšší frekvence, i když výrobní technologie zůstala stejná – 0,18 mikronu. Frekvenční rozsah byl od 700 MHz do 1,4 GHz. Počínaje Thunderbirdem, všechny následující procesory série K7 pasovaly do nové patice – do socketu A.

## Procesory řady Athlon XP
Uvedením nové generace CPU jádra – Palomino, použila AMD jiné označování než pomocí frekvence. Zavedla tzv.Performance Rating. Athlon s tímto označením má přídomek XP, který je interpretován jako eXtreme Power a také neoficiálně odkazuje na Windows XP. Kromě vyšších frekvencí dosahuje Athlon XP oproti Athlonu zhruba o 10% vyššího výkonu. Důležitou inovací je tepelné čidlo, které dokáže měřit teplotu uvnitř jádra, měření je tedy mnohem přesnější. Poslední verzí Athlonu XP s jádrem Palomino XP byla verze 2100+.
Od verze XP 2200+ bylo použito nové CPU Thoroughbred. To se vyrábělo již 0,13 mikronovou technologií.
Dalším přírůstkem do rodiny Athlon XP bylo CPU Thorton, zde byla použita sběrnice FSB (Front Side Bus) s frekvencí 333 MHz. Vyráběly se verze 2600+ a 2700+.
Nedlouho poté bylo vydáno CPU jádro Barton, které se odlišuje od ostatních jader z této rodiny 512 kB vyrovnávací pamětí druhé úrovně a frekvencí sběrnice 400 MHz. Verze se vyráběly od 2500+ do 3200+.
Procesory AMD Athlon XP-M mají snížené napájecí napětí z důvodu úspory elektrické energie.